# Городище (село, Переславский район)
Городище (иногда Городищи) — село в Ярославской области России. 
В рамках административно-территориального устройства входит в Троицкий сельский округ Переславского района, в рамках организации местного самоуправления — в городской округ город Переславль-Залесский.

## География
Расположено на берегу Плещеева озера.

## Население
| 1859 | 1905 | 1926 | 2007 | 2010 |
| ---- | ---- | ---- | ---- | ---- |
| 285  | ↗391 | ↗534 | ↘96  | ↘56  |

Постоянное население на 1 января 2007 года 96 человек.

## История

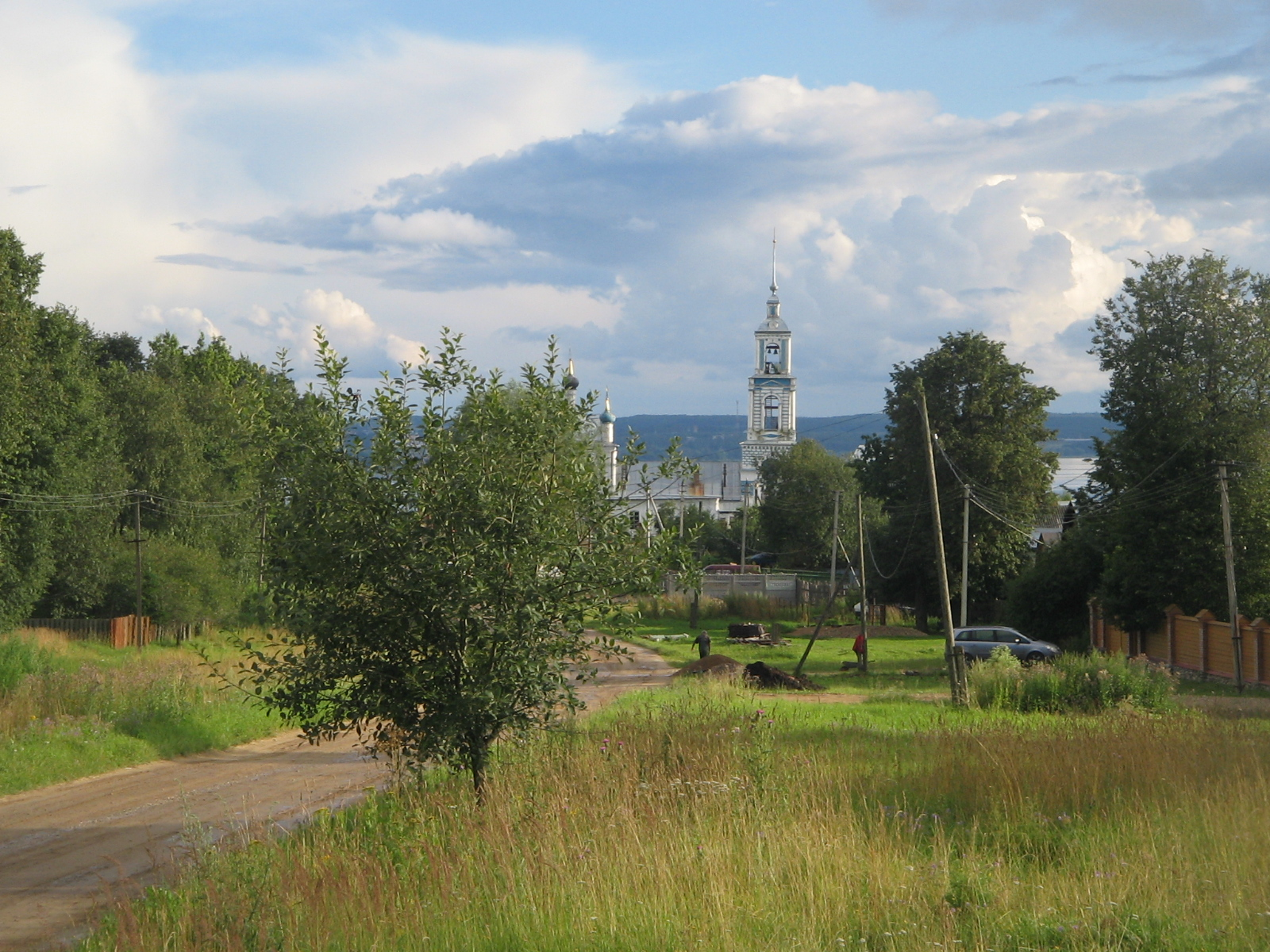
Село Городище

В 1564 году Иван Грозный пожаловал село Никитскому монастырю, которому Городище принадлежало до секуляризации 1764 года.
Церковь Рождества Пресвятой Богородицы известна с 1628 года. В 1737 году рядом была построена другая деревянная тёплая церковь во имя святого Николая Чудотворца. В 1761 году эта церковь была перестроена. В 1791 году вместо двух деревянных церквей начал строиться каменный храм. Его главный престол был освящён в 1795 году, а придельный позднее. Престолов два: в холодном приделе в честь Рождества Пресвятой Богородицы, а в тёплом — в честь святого Николая Чудотворца. В 1995 году церковь начали восстанавливать.
С 2005 до 2018 гг. село входило в Пригородное сельское поселение Переславского муниципального района, упразднённого в пользу городского округа город Переславль-Залесский.